# Abax levifaber
Abax levifaber är en skalbaggsart som beskrevs av Hendrik Freitag. Abax levifaber ingår i släktet Abax och familjen jordlöpare. Inga underarter finns listade i Catalogue of Life.